# Schloss Leeuwergem

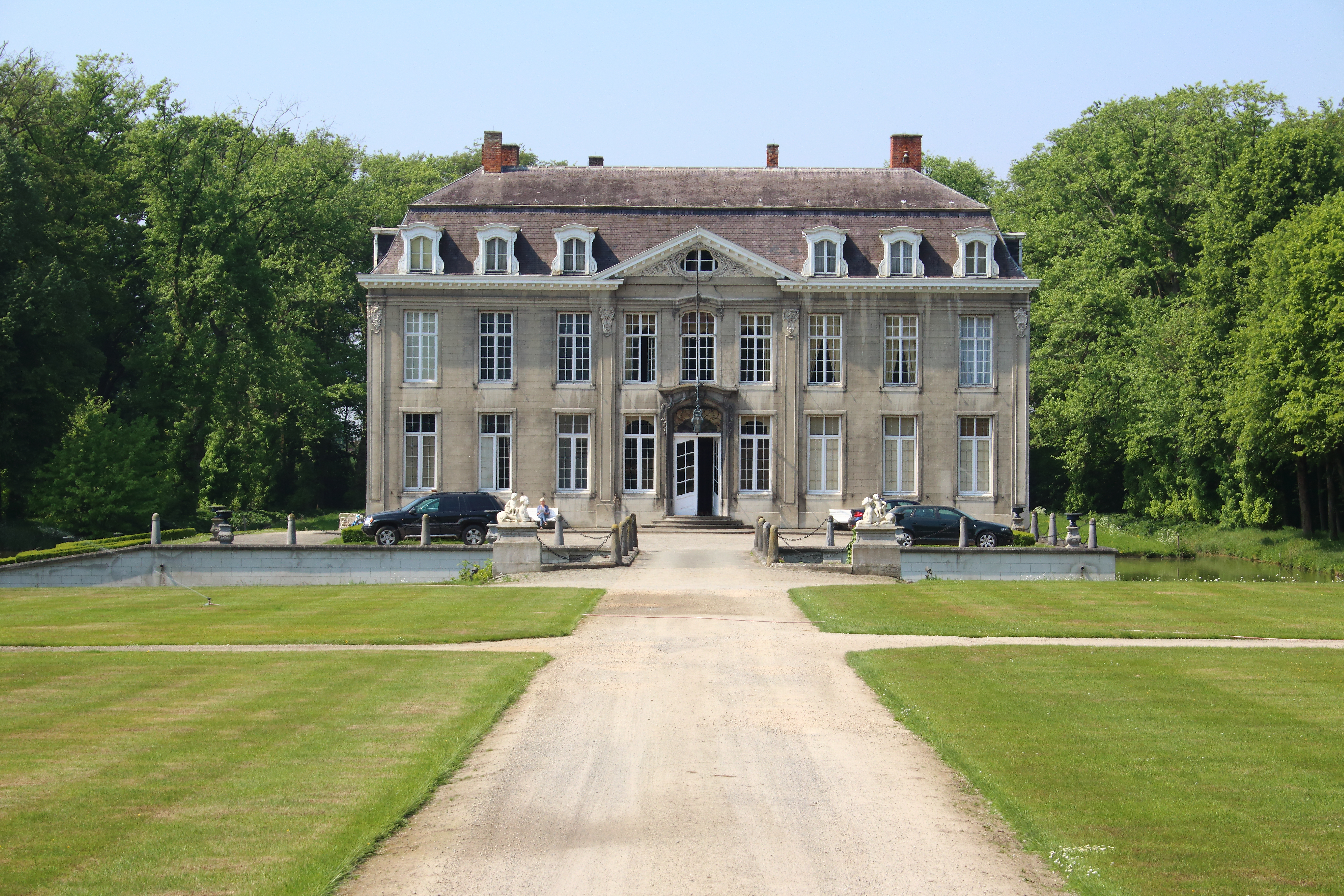
Schloss Leeuwergem

Schloss Leeuwergem (niederländisch Kasteel van Leeuwergem) ist ein Schloss im Dorf Elene in der Gemeinde Zottegem, Ostflandern, Belgien.

## Geschichte
Das heutige Gebäude wurde zwischen 1762 und 1764 an der Stelle einer früheren Burg aus der ersten Hälfte des 15. Jahrhunderts errichtet. Es wurde für den Genter Adligen Pieter Emmanuel d’Hane (1726–1786) erbaut, wahrscheinlich von Jean Baptist Simoens aus Gent (1715–1779). Das Innere und Äußere ist im französischen Schlossstil gehalten, da das Anwesen nach Vorbildern in Frankreich erbaut wurde. Heute ist das Schloss Privatbesitz des Hauses della Faille d'Huysse.

## Garten
Das Schloss ist für seine schönen Barockgärten und das Jagdwaldgut bekannt. Die Gärten wurden zwischen 1763 und 1775 angelegt. Die Gärten können auf Anfrage besichtigt werden.
Der Film „The Exception“ aus dem Jahr 2016 wurde im Schloss gedreht.